# Graciela Salicrup
Graciela Salicrup   (Ciutat de Mèxic, 7 d'abril de 1935 - 29 de juny de 1982) fou una matemàtica i arquitecta mexicana, investigadora pionera en la branca de la topologia categòrica en les dècades de 1970 i 1980. En record seu, l'auditori de l'Institut de Matemàtiques de la UNAM porta el seu nom.

## Biografia
Després d'acabar la secundària, Salicrup López es va matricular a l'Escola Nacional Preparatòria, on va estudiar Matemàtiques. Després va assistir a la Universitat Nacional Autònoma de Mèxic (UNAM) per a estudiar arquitectura i llengua alemanya. El 1959 es graduava en Arquitectura a la Universitat Nacional Autònoma de Mèxic (UNAM).
Va treballar amb l'antropòloga Laurette Séjourné a la zona arqueològica de Teotihuacan, fent aixecaments i plans, així com dirigint excavacions en aquesta zona arqueològica.
L'any 1964 ingressà a la Facultat de Ciències de la UNAM per cursar la carrera de Matemàtiques. Cinc anys després es titulava amb la tesi «Subgrup de Jian-Bo-Ju». Entre 1966 i 1968 va impartir classes de matemàtiques a la Facultat d'Arquitectura de la UNAM.
En els anys posteriors començà a fer recerques amb el doctor Roberto Vázquez, amb aportacions a la topologia categòrica. Centrada en l'estructura de la categoria Top d'espais topològics i amb funcions contínues, el seu treball relaciona conceptes com la reflexivitat o correflexivitat amb els de connexió i convivència, tant en Top com en determinades subcategories de Top. Completà la seva tesi doctoral l'any 1978 amb el treball «Epirreflexivitat i connexitat en categories concretes topològiques».
Posteriorment inicià un període de molta riquesa en publicacions en col·laboració amb els principals desenvolupadors d'aquesta branca científica, com Horst Herrlich. Assistíx al Congrés sobre Aspectes Categòrics de Topologia i Anàlisi a Ottawa, a la Conferència Internacional de Teoria de Categories a Gummersbach i al Taller sobre Tòpics Especials en Topologia i Teoria de Categories a Bremen l'any 1981.
Va ser escollida membre de la Societat Matemàtica Mexicana, amb reciprocitat a la American Mathematical Society, el 1973.
L'any 1982 sofrí un tràgic accident que desembocaria en la mort el 29 de juny del mateix any, deixant sobtadament un projecte de recerca important per desenvolupar.

## Algunes publicacions
Com a arquitecta:
- Laurette Séjourné, «La ceràmica de Teotihuacán», Cuadernos Americanos, maig-juny 1963. (Hi apareixen gràfiques dels percentatges de diferents tipus de ceràmica fetes per Graciela Salicrup).
- Laurette Séjourné, «Interpretación de un jeroglífico teotihuacano», Cuadernos Americanos, setembre-octubre 1962. (Dibuixos d'Abel Mendoza i Graciela Salicrup).
- Laurette Sejourné, Arquitectura y pintura en Teotihuacán, Mèxic, Siglo XXI Ed., 1966. (Aixecaments i perspectives de Graciela Salicrup).

Com a matemàtica:

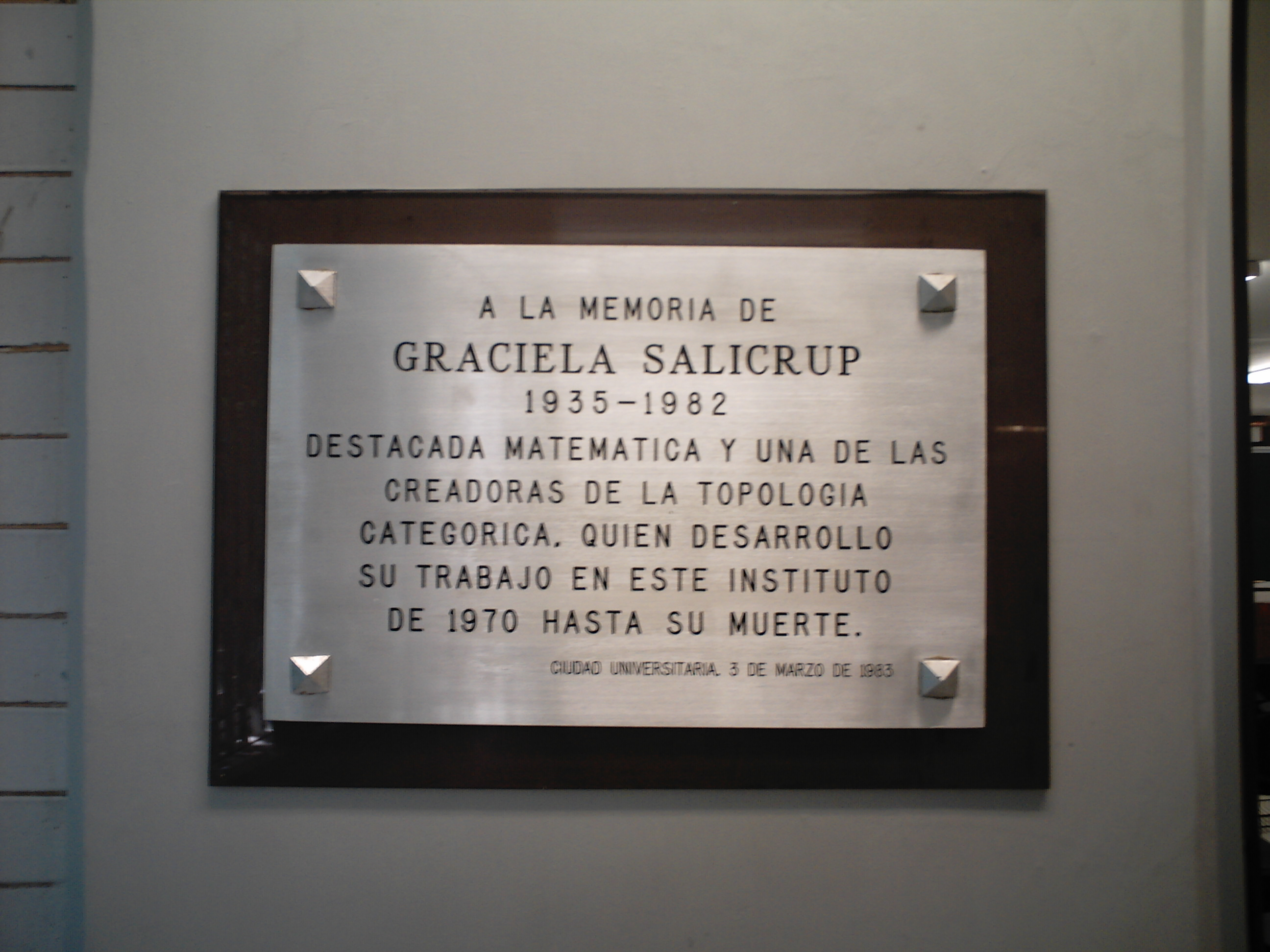
Placa en record de Graciela Salicrup, a la porta de ll'auditori que du el seu nom a l'Institut de Matemàtiques de la UNAM.

- Categorías de conexión (amb Roberto Vázquez), Anales del Instituto de Matemáticas, 12 (1972), UNAM.
- Reflexividad y coconexidad en Top (amb Roberto Vázquez), Anales del Instituto de Matemáticas, 12 (1972), UNAM.
- Epirreflexividad y conexidad en categorías concretas topológicas (tesi doctoral), Anales del Instituto de Matemáticas, 18 (1978), UNAM.
- Dispersed factorization structures (amb Horst Herrlich i Roberto Vázquez), Canadian Journal of Mathematics, 31 (1979).
- Factorizations, denseneness, separation, and relatively compact objects (amb Horst Herrlich i George Strecker), Proceedings of the 8th International

## Llegat
L'auditori de l'Institut de Matemàtiques de la UNAM porta el seu nom, com a homenatge a la seva persona i a la seva tasca com a investigadora. La seva recerca en topologia categòrica va ser publicada el 1986 per Horst Herrlich i Carlos Prieto.